# Journalisme en France

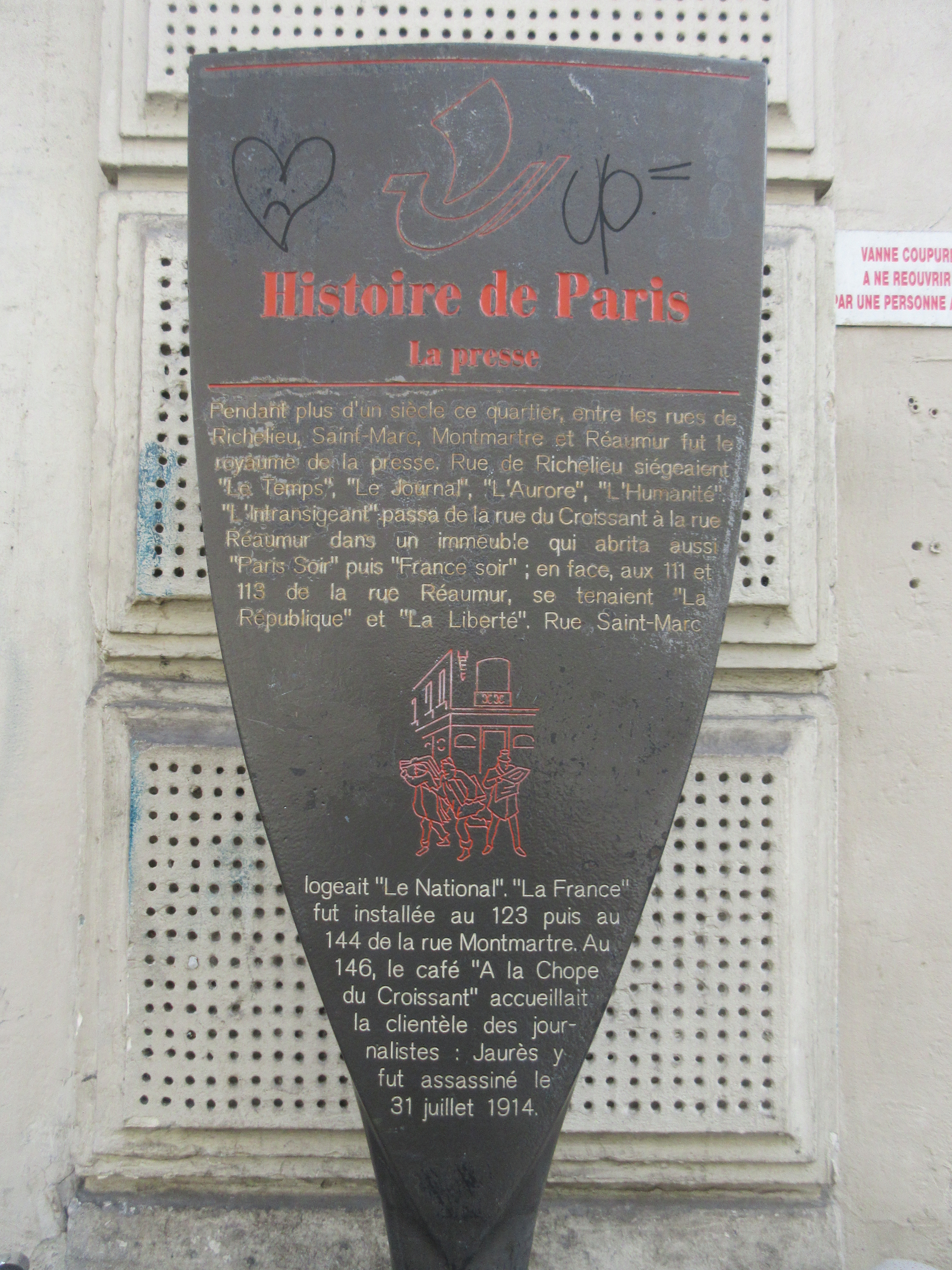
Panneau Histoire de Paris relatant l'histoire de la presse écrite en France.

Le journalisme en France trouverait son origine dans La Gazette de Théophraste Renaudot, créée en 1631 sous Louis XIII. La liberté de la presse s'impose progressivement contre la censure royale, avant d'être proclamée dans la Déclaration des droits de l'homme et du citoyen de 1789, et institutionnalisée par la loi du 29 juillet 1881, sous la Troisième République, qui fournit encore aujourd'hui le cadre juridique de son exercice.
En France, il existe aujourd'hui plusieurs écoles de journalisme, dont 14 reconnues par la Commission paritaire nationale de l'emploi des journalistes (CPNEJ).

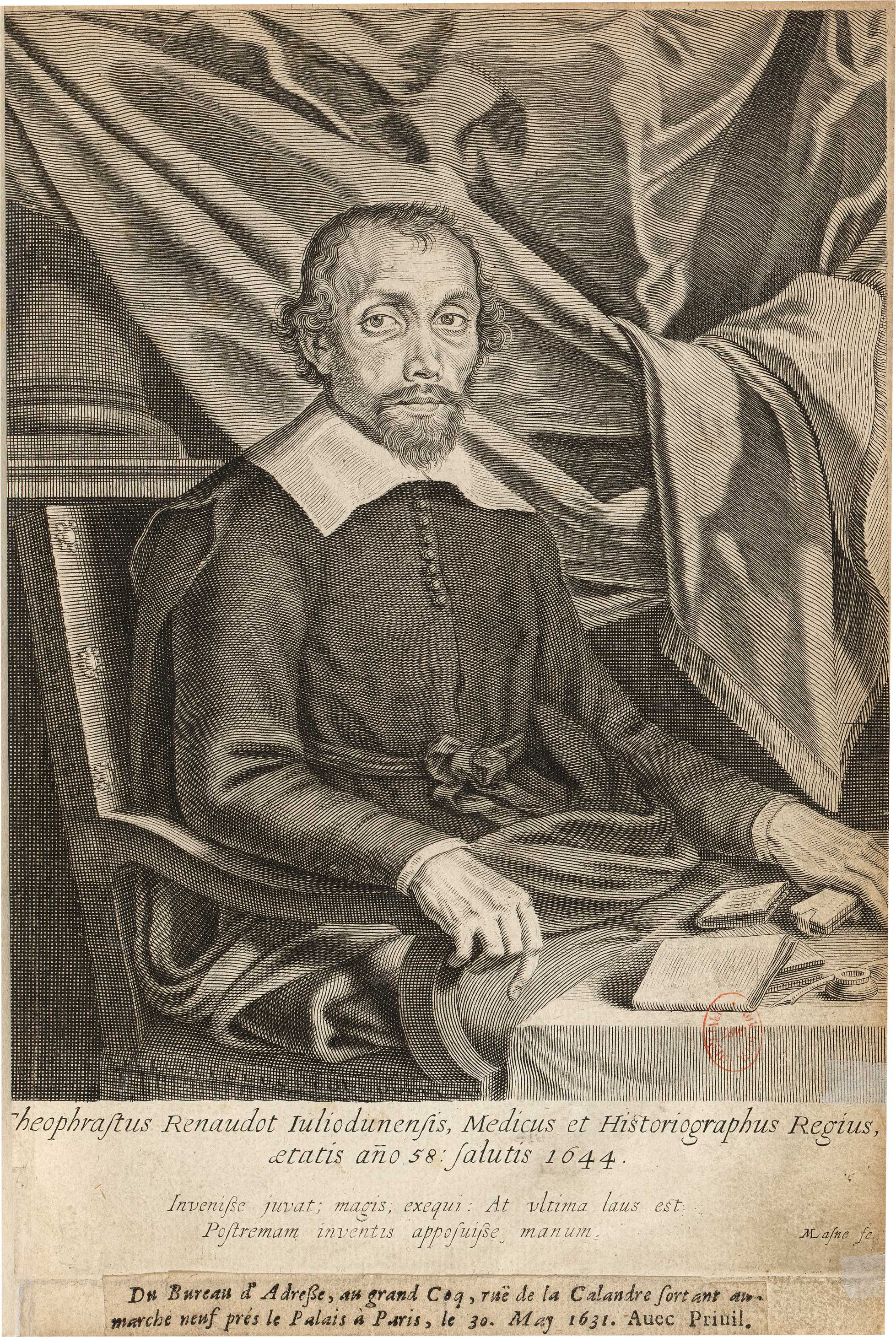
Théophraste Renaudot (1586–1653)

En 2021, la France est placée à la 34e place du classement mondial de la liberté de la presse mis en place par l'ONG Reporters sans frontières en raison notamment des « violences récurrentes contre les journalistes pendant les manifestations ».
En 2023, la France se place à la 24e place de ce même classement, bien que « les reporters continuent de faire l’objet de violences policières en plus des agressions de la part de manifestants ».

## Histoire du journalisme en France

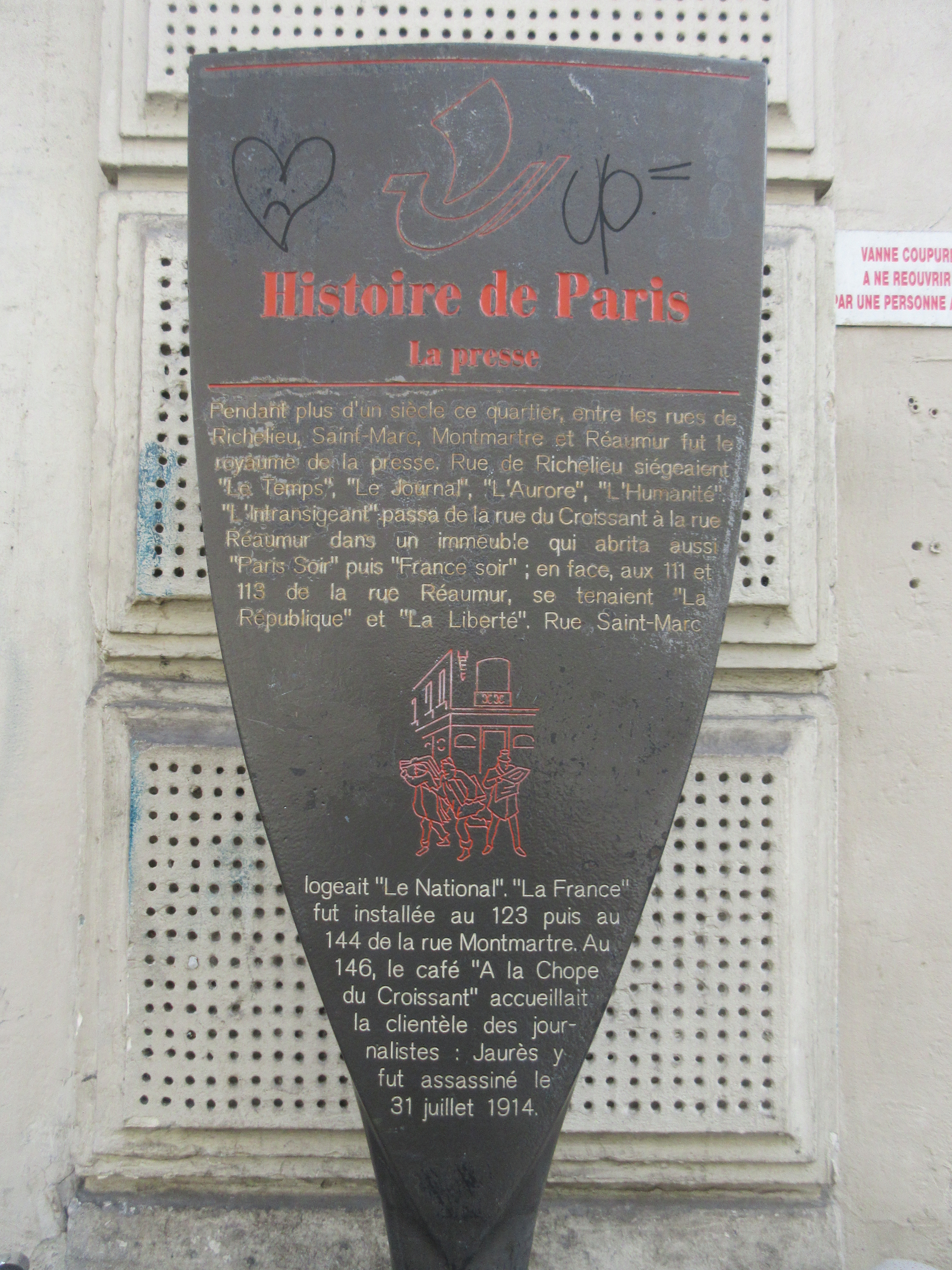
Panneau Histoire de Paris
« La Presse »

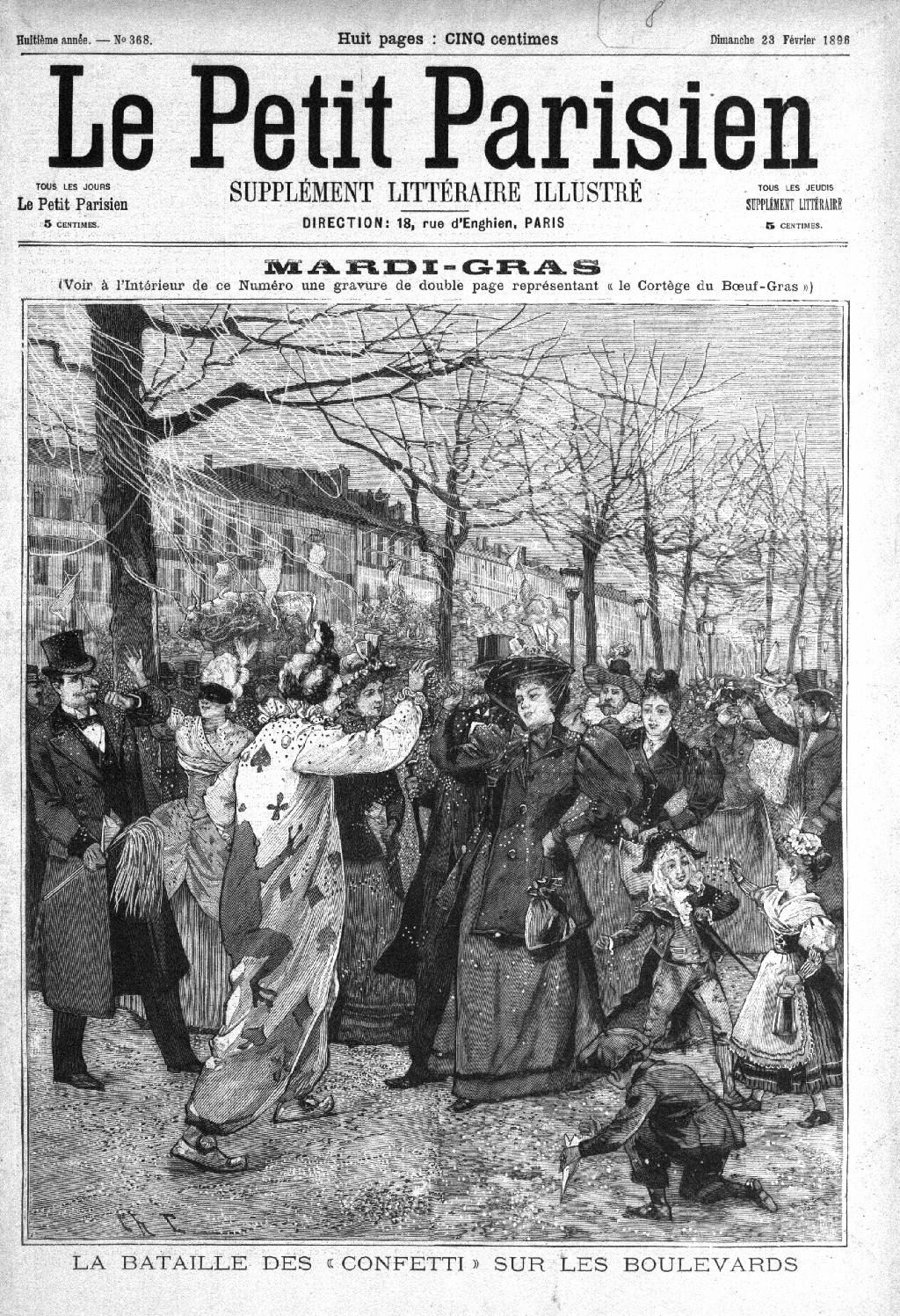
La Bataille des « Confetti » sur les boulevards; Scène du Carnaval de Paris 1896, Le Petit Parisien.

À la veille de la guerre de 1914-18, les quatre plus grands quotidiens français sont Le Petit Parisien, Le Matin, Le Journal et Le Petit Journal, devenu célèbre en exploitant l'affaire Troppmann en 1869, ce qui en fait rapidement le principal concurrent du Figaro, fondé en 1826. L'Humanité, lancée en 1904 par le socialiste Jean Jaurès, devient l'organe de presse du PCF.
À la Belle Époque et durant l'entre-deux-guerres, la presse, dont une partie est financée par la publicité (un tiers des recettes avant 1914 pour Le Matin, propriété du sulfureux Maurice Bunau-Varilla ), publie aussi des feuilletons (Gaston Leroux, etc). D'autres journaux apparaissent pendant l'entre-deux-guerres, tel Paris-Soir, édité par Jean Prouvost, qui recrute de grands noms (Pierre Lazareff, Paul Gordeaux, Blaise Cendrars, Joseph Kessel, Georges Simenon, Antoine de Saint-Exupéry, etc.). Un journal satirique, Le Canard enchaîné, est fondé en 1915 pour protester contre la censure gouvernementale.
Tous les journaux ayant paru sous l'Occupation, dont Le Matin et Le Temps, sont interdits de parution à la Libération puis expropriés en 1946 par le GPRF. Le Petit Parisien est remplacé par Le Parisien libéré, ancêtre du Parisien, tandis que Le Monde de Hubert Beuve-Méry hérite de l'infrastructure du Temps.
Dans les années 1970, alors que l'ORTF réglemente la radio et la télévision, Robert Hersant rachète Le Figaro et parvient à constituer un empire de presse, le groupe Hersant. C'est à la même époque qu'un petit groupe de maoïstes, protégés par Jean-Paul Sartre, fondent Libération, qui devient progressivement l'un des principaux quotidiens de gauche non-communiste. En 1974, la loi Cressard définit les droits des journalistes pigistes.

## Concept, terminologie et décompte
En 2020 la France compte 142 500 des 788 900 journalistes — soit 18% — de plus de 15 ans — au sens de la classification des occupations ISCO/CITP ISCO-08/CITP-08 — de l'Union européenne, d'après une enquête d'Eurostat menée par sondage des forces de travail. Ces journalistes CITP représentent 0.53% de la population active, toutes activités confondues.
Sur ces 142 500 journalistes par activité — au sens international —, 33 733 — soit 24% — sont reconnus comme journalistes professionnel par une carte de presse[réf. non conforme]. La législation française et la jurisprudence considèrent que sont assimilés à des journalistes les collaborateurs directs de la rédaction, à l'exclusion de tous ceux qui n'apportent à un titre quelconque qu'une collaboration occasionnelle[réf. non conforme].

## Déontologie

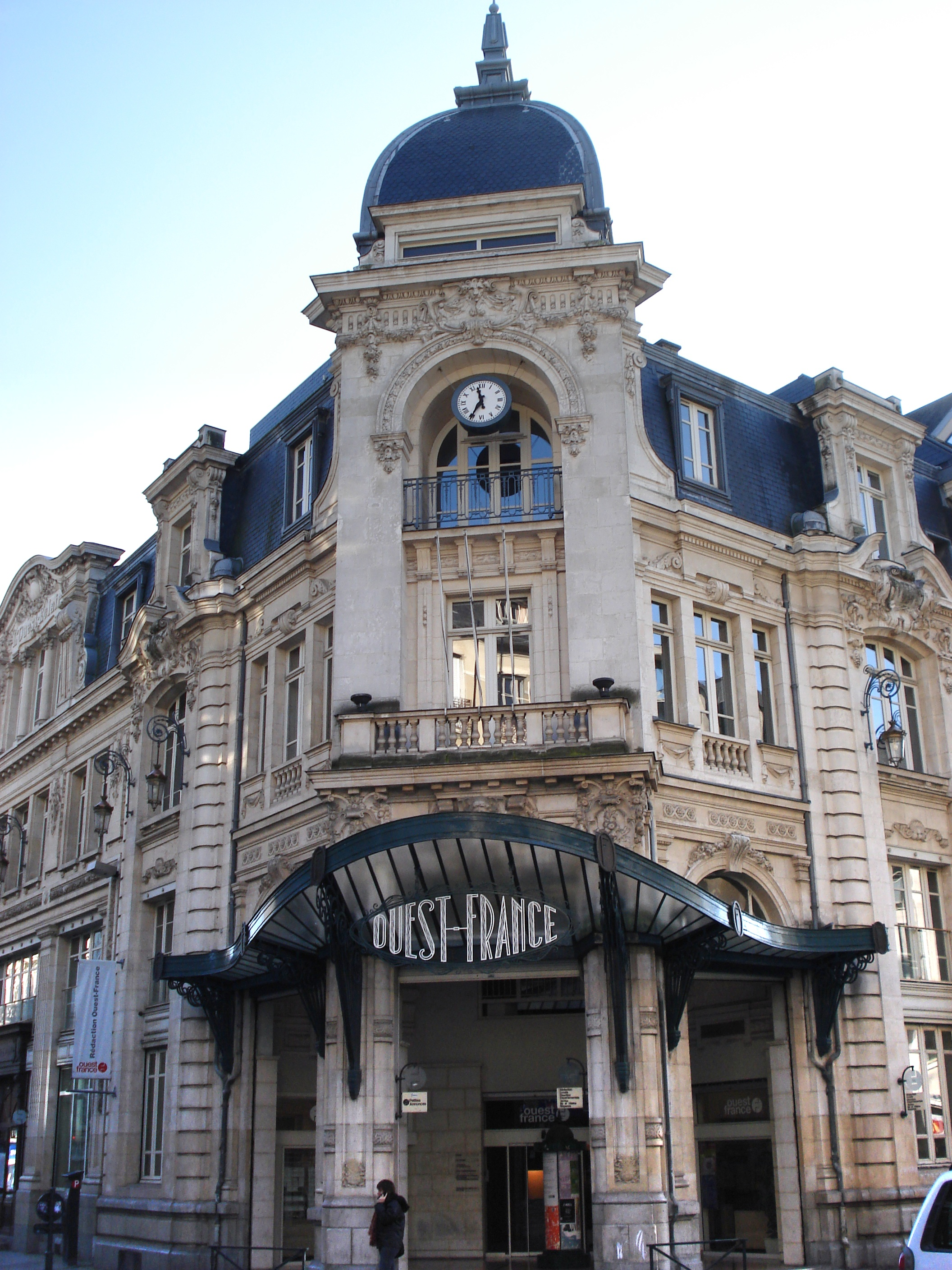
La rédaction du Pré-Botté à Rennes, ancien siège de Ouest-France, l'un des plus gros quotidiens de la PQR française.

Les journalistes sont tenus à des règles déontologiques dont les bases sont la vérification des faits et la protection des sources. Une Charte des devoirs des journalistes a été rédigée en juillet 1918 et révisée en 1938 puis en 2011. La version de 1938 stipulait qu'« un journaliste digne de ce nom [...] s’interdit d’invoquer un titre ou une qualité imaginaires, d’user de moyens déloyaux pour obtenir une information ou surprendre la bonne foi de quiconque », ce qui lui a valu d'être contestée lors de l'émission Les Infiltrés, diffusée depuis octobre 2008 sur France 2, certains estimant que le journalisme d'investigation doit recourir à des images volées comme dans cette émission.
La Loi Brachard de 1935 créant un statut de journaliste professionnel et celle de la Commission de la carte d’identité des journalistes professionnels en mai 1936 pouvaient laisser croire que la profession se dotait d'un organisme comparable à l'Ordre des avocats et habilité à juger du respect des règles déontologiques. Le rapporteur de la loi promulguée le 29 mars 1935, le député de l’Aube Émile Brachard, un radical, affirmait alors que « l'établissement de la carte d'identité aidera puissamment à l'organisation méthodique d'une profession longtemps demeurée dans l'anarchie ».
La loi ne prévoyant pas ce rôle à la commission, le texte de 1918 est resté d'actualité jusqu'en janvier 1938, date à laquelle il a été révisé et complété. Une version modernisée, intitulée « Déclaration des devoirs et des droits des journalistes », a été adoptée en 1971 par les fédérations de journalistes de la Communauté européenne, de Suisse et d’Autriche, et de plusieurs organisations internationales de journalistes. C'est ce texte qui sert de référence aux journalistes français et que les syndicats de journalistes proposent de faire figurer en préambule de la convention collective des journalistes[réf. nécessaire].
Les attaques sexistes de certains journalistes, en particulier, en 1991, contre la Première ministre Édith Cresson, dépeinte par Le Bébête Show comme la panthère Amabotte, soulèvent l'indignation des milieux féministes,,,.
Il existe aussi des codes informels ou des chartes déontologiques propres à certains organes de presse ou groupes audiovisuels (comme, en France, au Monde et à France Télévisions), qui reprennent et complètent la charte adoptée par les syndicats et les représentants des journalistes[réf. nécessaire].

## Censure et protection des sources
La liberté de la presse et la déontologie de la presse sont indissociables d'un autre enjeu, celui de la censure, ainsi que du principe de protection des sources d'information des journalistes, plusieurs fois mis à mal dans des affaires récentes, souvent au titre de la violation présumée du secret de l'instruction, ce qui a valu à la France plusieurs condamnations par la Cour européenne des droits de l'homme (CEDH) (on peut citer l'affaire Guillaume Dasquié ,,; perquisition au Canard enchaîné à l'été 2007 dans le cadre de l'affaire Clearstream , audition en 2005 de journalistes du Berry républicain , perquisition au Point et à L'Équipe en 2004-05 à la suite de la publication d'articles sur l'affaire de dopage Cofidis,[source secondaire souhaitée], etc.).
Une loi dite de « protection du secret des sources des journalistes » a été adoptée le 4 janvier 2010. La gauche a voté contre cette loi, jugée insuffisante ,. Le Syndicat national des journalistes (SNJ) s'est inquiété notamment des exceptions apportées par la loi à la protection des sources , qualifiée par la CEDH de « [pierre angulaire] de la liberté de la presse » .

## Journalisme européen en France

### Organisation du journalisme européen en France
Les journalistes français peuvent participer à différentes organisations européennes comme le European Journalism Centre (en), l'association des journalistes européens, et l'Eurocorrespondent. Le prix du journalisme européen, dit prix Louise Weiss, est décerné annuellement depuis 2005.

### Traitement de l'actualité européenne
Les correspondants de presse à Bruxelles, dits « Press Corps », ne font plus partie de la culture journalistique de leur pays d’origine. Les rédactions nationales traitent l'actualité européenne par des journalistes, des émissions ou des chroniques spécialisés, tels l’éditorial Europe de Radio France, Avenue de l'Europe sur France 3, ou Transeuropéenne sur France Inter.
Le grand public est informé de l'actualité européenne par des médias non spécialisés, souvent sans correspondant à Bruxelles, mais qui jouent un rôle clef dans l'information sur ces questions. Les rédactions nationales des grands organes de presse et les médias audiovisuels publics traitent ainsi de l'Europe selon d'autres priorités, parfois de manière succincte — par exemple, 1 500 signes pour le traité constitutionnel en 2004 —, tandis que des médias audiovisuels privés et des organes de presse populaire, voire de type « tabloïd », comme TF1 ou Le Parisien/Aujourd’hui en France, l'évoquent occasionnellement et principalement sous forme de polémique, de scandale ou de crise.

## Journalisme régional en France
En France, TF1 s'intéresse au journalisme régional notamment dans le Journal de 13 heures (TF1) et à l'occasion des grèves[réf. incomplète].

## Autres métiers du journalisme en France
La profession de journaliste se décline en diverses facettes :
billettiste,
critique littéraire,
correspondant,
correspondant de guerre,
dessinateur de presse,
éditorialiste,
feuilletoniste,
fixeur,
journaliste reporter d’images,
grand reporter,
rédacteur en chef,
reporter ou 
secrétaire de rédaction[style à revoir][réf. incomplète].

## Presse automobile
Le journalisme automobile en France date de 1900 ; Henri Desgrange est en même temps directeur du vélodrome du Parc des Princes et journaliste sportif chef de L'Auto-vélo[réf. non conforme].
En France, le journalisme automobile permet d'essayer des voitures en Europe[réf. non conforme] :

« Être journaliste automobile, c’est parler de nouveaux modèles, certes, mais c’est aussi évoquer les enjeux environnementaux de la voiture électrique ou parler des aspects économiques d’une grande entreprise comme Peugeot ou Tesla. »

— Marie Lizak

## Organisations de journalistes
Les organisations de journalistes en France sont des associations professionnelles ou des syndicats, regroupant des membres de cette profession selon différents critères, notamment des objectifs professionnels, des domaines d'activités ou des zones géographiques couvertes. Concernant cette profession, coexistent en effet des organisations de défense de l'intérêt des salariés, syndicats traditionnels, avec des groupements d'échanges et des associations facilitant l'exercice de cette activité, défendant la liberté de la presse et ses membres, qui se trouvent souvent placés au cœur des tensions liées à l'actualité.

## Critiques sur la représentativité politique: sur-représentation de la gauche

### Orientation politique
En 2001, un sondage publié par l'hebdomadaire Marianne concernant l’opinion des journalistes français et en particulier leur penchant politique, conclut que « les journalistes sont, à une écrasante majorité, de gauche ». Il s'agit d'un sondage téléphonique dont la fiabilité est remise en cause, car ne portant que 130 journalistes des 31 000 journalistes français. Il révèle les intentions de vote des journalistes à la présidentielle de 2002, dans cet ordre de préférence : Lionel Jospin (32 %), Noël Mamère (13 %), Jean-Pierre Chevènement (8 %), Arlette Laguiller (5 %), Robert Hue (5 %) – soit un sous-total de 63 % pour la gauche –, Jacques Chirac (4 %), Alain Madelin (1 %) et François Bayrou (1 %) – soit un sous-total de 6 % pour le centre et la droite –, Jean-Marie Le Pen ne recueillant aucune intention de vote. Philippe Cohen note alors, que « 6 % seulement des journalistes osent se déclarer électeurs de droite, quand on estime qu’au moins 50 % des Français votent ainsi ? Ou que 87 % des journalistes s’affirment favorables à la régularisation automatique de tous les « sans-papiers » ? Il faudrait être quelque peu naïf, après cela, pour s’étonner du fossé, abyssal, qui se creuse entre la caste journalistique et la population. » Ce même sondage est repris par la suite par de nombreux articles pour justifier du positionnement à gauche des journalistes, avec des chiffres quelquefois approximatifs.
En 2012, une enquête de Harris Interactive, commandée par Robert Ménard, ancien président de Reporters sans Frontières, relative à l'élection présidentielle et soumise aux journalistes présents sur Twitter confirme que les journalistes présents sur Twitter se « déclarent un vote beaucoup plus marqué à gauche que le corps électoral français »; trois quarts des 105 journalistes interrogés auraient ainsi voté pour François Hollande au second tour de la présidentielle de 2012,,.
D'après le journaliste Renaud Revel, cette enquête ne démontre pas le positionnement politique des journalistes mais un rejet, similaire à celui qui peut être observé dans le reste du corps électoral, de Nicolas Sarkozy à la fin de son mandat : « À l’image d’une grande partie du corps électoral, la population journalistique a basculé d’une adhésion sans réserve à un rejet sans nuances. Or au fil de ces cinq années de présidence Sarkozy, le climat n’a cessé de se détériorer entre un Président de la République aux cent coups avec une kyrielle de « journaleux » dans son collimateur et une profession en sécession. » Cette enquête est par ailleurs critiquée pour ne pas avoir recherché à constituer un échantillon représentatif, seuls 105 journalistes sur les 37 000 détenteurs d'une carte de presse y ayant répondu.
Dans les rédactions qui ont organisé un vote interne au premier tour de l'élection présidentielle, François Hollande arrive premier devant Jean-Luc Mélenchon : 40 % contre 31,7 % chez Marianne, 45,8 % contre 26,3 % aux Inrocks, 49,2 contre 21,2 à Libération.
Pour certains spécialistes, cette forte sur-représentativité des partis de gauche parmi les journalistes a des raisons historiques : « De 1960 à 1980, les militants étaient tous à l'extrême gauche. À une certaine époque, chaque groupuscule avait son quotidien ou son hebdomadaire. Des centaines de journalistes se sont ainsi formés sur le tas. » Ces jeunes journalistes ont été par la suite accueillis au sein des rédactions des grands organes de presse, notamment Libération d'abord, puis Le Monde. Selon Basile Karlinsky, ancien journaliste à Libération, le trotskisme aurait ainsi été une bonne école de journalisme. Pour Yves Roucaute ces anciens militants avaient pour eux de posséder « une appréhension intellectuelle du monde », le sens de l’organisation et « le goût du pouvoir symbolique ».
Dans une logique économique de rentabilité, certains groupes de médias préfèrent supprimer des postes de journalistes pour les remplacer par des managers de contenus en abandonnant l'idée d’information[réf. nécessaire].
Une société comme CNews est accusée par Julia Cagé, publiquement engagée à gauche et auteur de L’information est un bien public (2021) de privilégier l'audience « low cost » à la qualité, en utilisant des disputes politisées d'extrême droite.

### Origine sociale
Les journalistes ont été critiqués à l'occasion du mouvement des Gilets jaunes en 2018. L'une des critiques porte sur leur uniformité sociale et culturelle : ils vivent à Paris ou dans les métropoles, ont fait des études supérieures (souvent Sciences-Po et/ou une école de journalisme), sont issus des classes moyennes supérieures et disposent en moyenne d'un pouvoir d'achat plus élevé que le reste de la population. Cette répartition s'explique par les enjeux économiques et l'hyper-professionnalisation de la profession.
La profession est majoritairement parisienne : en 2018, 20 000 des 35 000 cartes de presse en circulation — soit 57% — sont détenues par des habitants de la région parisienne.

« Hors de Paris, la presse nationale se donne de moins en moins les moyens d'enquêter. La presse régionale aussi ferme des antennes locales. Des villes petites et moyennes deviennent des déserts médiatiques. L'actualité locale est moins bien traitée, les journaux perdent en qualité. Il est probable que cela joue sur la défiance. »

— Sylvain Morvan, Mediacités[réf. incomplète]

## Critiques du journalisme

### Horizontalité
La critique du journalisme culmine lors de la campagne présidentielle de 2017 : l'information journalistique est mise au même plan que des opinions ou des fake news, que des « usines à trolls » peuvent produire. La production journalistique est facilement imitée, contredite ou falsifiée, ouvrant la voie à une large critique.

### Perspective
En 2017, Amy Webb[Qui ?] envisage deux perspectives[À quoi ?]. Dans la première, les journalistes démentent plus les fake news qu'ils n'exercent le métier de reportage et d’enquête ; dans la seconde, le journalisme s'efface[Comment ?] au profit d'une information à haute fréquence générée par ordinateur pour susciter des sentiments et de l'émotion.

## Perception populaire des médias

### Préférences
Le graphique qui aurait dû être présenté ici ne peut pas être affiché car il utilise l'ancienne extension Graph, désactivée pour des questions de sécurité. Des indications pour créer un nouveau graphique avec la nouvelle extension Chart sont disponibles ici.

Le graphique qui aurait dû être présenté ici ne peut pas être affiché car il utilise l'ancienne extension Graph, désactivée pour des questions de sécurité. Des indications pour créer un nouveau graphique avec la nouvelle extension Chart sont disponibles ici.

Le graphique qui aurait dû être présenté ici ne peut pas être affiché car il utilise l'ancienne extension Graph, désactivée pour des questions de sécurité. Des indications pour créer un nouveau graphique avec la nouvelle extension Chart sont disponibles ici.

Sources : CREDOC, Enquêtes sur les « Conditions de vie et les Aspirations » ; Baromètre du numérique - Enquête sur la diffusion des technologies de l'information et de la communication dans la société française en 2019, 27 novembre 2019.

### Perte de confiance envers les médias
Le constat de la défiance du public envers les médias est largement répandu. Cette défiance a tendance à s'accentuer, la baisse de crédibilité concernant tous les supports. Paradoxalement, note Le Monde, ce manque de confiance croissant a lieu « sans corrélation évidente avec l’audience des médias ».
Seulement 27 % des Français font confiance aux médias d'après une étude d’opinion réalisée en 2009 par l'institut TNS Sofres pour le Cevipof. Le baromètre annuel de confiance dresse une grave perte de crédibilité des journalistes français auprès de la population.
En 2016, seul un quart des Français juge les journalistes indépendants du pouvoir (27 %) et de l’argent (28 %).
Selon un sondage publié en février 2017, 66 % des Français interrogés estiment que les journalistes ne résistent pas aux pressions économiques et 69 % estiment qu'ils ne sont pas indépendants du pouvoir politique. En dépit d'intérêt pour l’actualité qui augmente, le baromètre annuel publié en janvier 2019 confirme le manque de confiance des Français envers les médias, les journalistes étant jugés indépendants par seulement un quart des sondés. La confiance dans tous les médias traditionnels baisse en particulier pour la télévision qui est à son plus bas niveau historique notamment auprès des 18-24 ans (28 %),.
Selon le rapport annuel du Reuters Institute publié en juin 2019, la confiance dans les médias recule nettement (-11 points, à 24 %), ceux-ci ayant été particulièrement critiqués pour leur couverture du mouvement des Gilets jaunes.
En 2021, les résultats de l'édition 2021 du Trust Barometer de la société Edelman (en) enregistrent une baisse: les médias traditionnels ne cumulent plus que 43 % de confiance (-12 points) et les journalistes seulement 33 % de confiance (-5 points). De plus, les médias sont perçus comme « partisans et biaisés », 55 % des Français se disant convaincus que « la plupart des organes de presse sont plus soucieux de soutenir une idéologie ou une position politique que d’informer le public ». 57 % d'entre eux pensent que « les journalistes les induisent en erreur en déclarant certaines choses qu’ils savent être fausses ou exagérées ». Enfin, 61 % estiment que « les médias ne sont pas suffisamment objectifs et ne font pas preuve d’impartialité ». Un nouveau sondage publié en juin 2021 montre une méfiance généralisée vis-à-vis des médias. Parmi dix sentiments proposés vis-à-vis des médias, la méfiance arrive en tête pour 55 % des personnes interrogées. Les médias ne sont pas perçus comme aidant à se faire sa propre opinion et plus des deux tiers (67 %) des sondés disent « douter de la véracité » des informations communiquées par les médias. Par ailleurs, le sondage révèle un sentiment d'uniformisation de l'information : plus des trois quarts (76 %) des sondés considèrent ainsi que « les médias ont de plus en plus tendance à dire la même chose et que la diversité des points de vue exprimés s’est réduite ces dernières années ».
Un sondage Viavoice publié en mars 2023 confirme ces tendances. Si 84 % des Français jugent le journalisme utile, ce pourcentage représente un score historiquement faible. Une légère majorité des sondés (54 %) estime que la qualité de l'information délivrée par les journalistes s'est détériorée ces dernières années. Les sondés regrettent que l'information soit parfois fausse et trop vite relayée. 70 % d'entre eux pointent du doigt la partialité des journalistes et une information trop orientée.

## Économie des médias

Locaux actuels, boulevard Auguste-Blanqui, du Monde, successeur du Temps après-guerre et l'un des journaux de « référence » français.

Le paysage médiatique français se caractérise par l'importance de la presse quotidienne régionale (PQR), des journaux comme Ouest-France tirant à près de 800 000 exemplaires, la surreprésentation des magazines relativement aux quotidiens nationaux et enfin la faiblesse relative de l'indépendance des journalistes à l'égard des pouvoirs politiques et économiques, en comparaison avec d'autres pays, dont notamment les États-Unis. Cette faible indépendance est partiellement compensée par la présence d'organes satiriques, dont Le Canard enchaîné, qui bénéficient d'une protection particulière de la liberté de la presse en vertu de la jurisprudence concernant la diffamation.
Les principaux quotidiens nationaux sont, à droite, Le Figaro, au centre Le Monde, et au centre-gauche Libération, fondé en 1973 sous l'égide de Jean-Paul Sartre. Outre ces trois grands organes, La Croix, puis en constante diminution L'Humanité ont aussi une diffusion conséquente.
Les hebdomadaires incluent notamment Marianne, L'Express, Le Nouvel Observateur, Le Point, Valeurs actuelles et Politis, ainsi que des journaux satiriques tels que Charlie Hebdo et Le Canard enchaîné.
Enfin, les mensuels d'information incluent notamment Le Monde diplomatique, fondé en 1954 par Hubert Beuve-Méry, qui fut aussi le fondateur du quotidien du soir Le Monde.
Internet a été investi par des journaux électroniques créés par des équipes de journalistes venus des titres papiers : Rue89, fondé par des anciens de Libé (Pierre Haski, etc.) puis racheté par L'Obs en 2011 , Mediapart, dont les créateurs Edwy Plenel, Laurent Mauduit et François Bonnet sont d'anciens dirigeants du quotidien Le Monde, Le Huffington Post lancé en 2012.
À travers Lagardère Active, Lagardère détient un  nombre de magazines (Elle, Paris Match, etc.). La Socpresse, quant à elle, est l'héritière du Groupe Hersant fondé par le magnat de la presse Robert Hersant (1920-1996), qui avait racheté dans les années 1970 Le Figaro, le quotidien national conservateur, et s'associa avec un autre magnat, Silvio Berlusconi, en 1987, pour créer La Cinq, première chaîne de télévision privée. En 1985, le Groupe Hersant se divise en effet en deux entités juridiques afin de contourner une loi sur la concentration de la presse (loi Fillioud-Mauroy), la Socpresse et France Antilles (aujourd'hui Groupe Hersant Média). Racheté par l'industriel Serge Dassault, elle s'est désengagée de la presse régionale. Enfin, le Groupe Ouest-France s'est étendu dans la PQR et détient 50 % de l'édition française du quotidien gratuit 20 minutes.
Théoriquement libre, la pleine indépendance de la presse écrite s'est heurtée aux limites fixées par la création d'oligopoles de journaux proches du pouvoir. Les inquiétudes pour la liberté de la presse en France ont ainsi été étayées par le palmarès annuel réalisé par l'association Reporters sans frontières, où la place de la France a profondément régressé, passant à la 43e place en 2009, soit une chute de douze places en deux ans. Cette concentration de la presse dans quelques mains se traduit par le fait qu'en 2016 sept des onze plus gros milliardaires de France possèdent l'essentiel de la presse d'information. Les années 2010 voient l'émergence de deux nouveaux acteurs : Patrick Drahi avec le consortium luxembourgeois Altice propriétaire notamment des médias Libération et L'Express et Xavier Niel qui en s'associant avec Pierre Bergé et Matthieu Pigasse a pris le contrôle du groupe Le Monde. Avec Pierre-Antoine Capton, ils créent Mediawan, un SPAC de 250 millions d’euros avec  pour objectif de constituer un groupe de médias via des acquisitions en Europe.
| Titulaires                                  | Hommes | Femmes | Total  |
| ------------------------------------------- | ------ | ------ | ------ |
| Journalistes mensualisés                    | 14 604 | 10 887 | 25 491 |
| Journalistes rémunérés à la pige            | 2 807  | 3 055  | 5 862  |
| Demandeurs d’emploi                         | 772    | 804    | 1 576  |
| Directeurs (anciens journalistes)           | 449    | 98     | 547    |
| Journalistes stagiaires mensualisés         | 740    | 858    | 1 598  |
| Journalistes stagiaires rémunérés à la pige | 735    | 1006   | 1 741  |
| Total général                               | 20 107 | 16 708 | 36 815 |

## Fiscalité
Pour des raisons historiques, les journalistes français qui détiennent une carte de presse bénéficient d'une fiscalité particulière. En 1934, le gouvernement leur concède un abattement forfaitaire de 30 % destiné à compenser leurs dépenses professionnelles que les entreprises de presse ne remboursaient pas. Cette mesure a été renouvelée au lendemain de la Seconde Guerre mondiale pour des raisons économiques, l'État aidant de cette manière les entreprises de presse dont la santé financière ne permettait pas de rémunérer suffisamment les journalistes. Dans les années 1970, l'abattement est alors plafonné à 50 000 francs (7 600 €).
Depuis 1998, l'abattement de 30 % a diminué régulièrement pour disparaître définitivement en 2001. En contrepartie, le gouvernement Jospin a accordé une « allocation pour frais d'emploi » aux journalistes, qui leur permettait, en 2006, de diminuer de 7 650 euros le montant de leurs revenus imposés. Cette réduction constitue une niche fiscale.

## Exercice

### Conditions d'accès à la profession
En France, aucun diplôme précis n'est indispensable pour devenir journaliste. La Convention collective nationale de travail des journalistes souhaite néanmoins « que les débutants aient reçu un enseignement général et technique aussi complet que possible ».
Ainsi, quatorze formations sont reconnues en 2015 par la profession, via la Commission paritaire nationale de l'emploi des journalistes (CPNEJ), composée de représentants des syndicats d'éditeurs et des syndicats de journalistes.

### Établissements de formations reconnus
Les écoles dispensant des formations reconnues sont regroupées dans la Conférence des écoles de journalisme (CEJ).
Un professionnel diplômé de l'une de ces formations accède au statut de journaliste titulaire deux fois plus rapidement qu'un professionnel diplômé autre part .
Au total, quelque 83 formations au journalisme, pour la plupart donc non reconnues par la profession, existent en France. Un premier classement des principales écoles de journalisme est publié par StreetPress en 2011, suivi d'un second plus détaillé en 2013. Le Figaro prend le relais en 2016, en publiant son classement actualisé.
Établissements publics
- Centre universitaire d'enseignement du journalisme (CUEJ, Strasbourg), composante de l'université de Strasbourg ;
- École des hautes études en sciences de l'information et de la communication (CELSA, Paris), composante de Sorbonne Université ;
- École de journalisme et de communication d'Aix-Marseille (EJCAM, Marseille), école interne de l'université d'Aix-Marseille ;
- École publique de journalisme de Tours (EPJT, Tours), composante de l'université de Tours ;
- Institut de la communication et des médias (ICM, Grenoble), composante l'Université Grenoble-Alpes ;
- Institut d'études politiques de Paris (École de journalisme de Sciences Po, Paris), école interne de Sciences Po Paris ;
- Institut français de presse (IFP, Paris), UFR de l'université Paris II Panthéon-Assas ;
- Institut de journalisme Bordeaux Aquitaine (IJBA, Bordeaux), composante de l'université Bordeaux-Montaigne ;
- Institut pratique du journalisme (IPJ, Paris), composante de l'université PSL ;
- Institut universitaire de technologie de Lannion (Lannion), département information-communication de l'université Rennes I ;
- Institut universitaire de technologie de Nice (Cannes), département information-communication de l'université Côte d'Azur.

Établissements privés et associations
- Centre de formation des journalistes (CFJ, Paris), associée à l'université Paris I Panthéon-Sorbonne ;
- École de journalisme de Toulouse (EjT, Toulouse) ;
- École supérieure de journalisme de Lille (ESJ, Lille), associée l'université de Lille.